# 四齿藓属
四齿藓属（学名：Tetraphis）是四齿藓科下的一个属。

## 下属物种
本属包括以下物种：
- Tetraphis geniculata Girgensohn ex Milde, 1865
- 四齿藓 Tetraphis pellucida Hedwig, 1801